# Margrethe Lasson
Anna Margrethe Lasson (Copenhague, 6 de marzo de 1659-Odense, 2 de abril de 1738) fue una escritora danesa. En 1723 publicó la primera novela barroca nórdica, Den beklædte Sandhed (La verdad vestida).
También escribió poemas barrocos de homenaje, entre ellos el dedicado a Dorothe Engelbretsdotter a quien defendió y admiró.

## Vida
Nació en Copenhague, Dinamarca. Sus padres fueron Jens Lassen (1625-1706), juez del Tribunal Supremo de la isla de Fyn, y Margrethe Christensdatter Lund. El padre de Anna Margrethe fue un importante proveedor de la marina danesa durante la guerra sueco-danesa (1657-1658) y el convento de Dalum (Dalum Kloster) fue una de las garantías que se le entregaron por los bienes que había suministrado. Allí creció Anna Margrethe.
Sin embargo, en 1680, el padre fue acusado de realizar entregas fraudulentas y, cuando murió en 1706, sus herederos tuvieron que hacerse cargo de sus enormes deudas.
Anna quedó en la indigencia y vivió en la pobreza en Priorgården (la casa del prior) en Korsgade, Odense, junto con una hermana menor casada. Su casa se vendió en una subasta, pero se les permitió vivir allí hasta su muerte.

## Den beklædte Sandhed
En 1715, escribió la novela Den beklædte Sandhed, que se publicó en 1723 bajo el seudónimo de "Aminda, una apasionada amante de la lengua danesa” y se convirtió en la primera novela en Dinamarca.
Anna Margrethe Lasson tenía varias ambiciones e ideas con su novela. Quería entretener a sus lectores, demostrar las habilidades de las mujeres para escribir y hacer su contribución literaria a la lengua nacional danesa. En un apéndice de la novela, la autora subraya que sus razones para presentar la novela al lector son el amor por el idioma danés y la ambición de fortalecer y hacer avanzar este idioma: 

"Observo que muchos de mis compatriotas se esfuerzan más en aprender idiomas extranjeros que en el suyo propio, de modo que la mayoría apenas sabe hablar y mucho menos escribir en su propia lengua, en la que, no obstante, hay tanta bondad y satisfacción como en cualquier otro idioma”.

La autora afirmaba que el manuscrito había sido encontrado en Dalum Kloster.
La portada de Den beklædte Sandhed presenta la obra como la traducción por Aminda de antiguas runas:

“Una pequeña novela escrita antiguamente bajo el manto de las letras rúnicas, ahora revestida en lengua danesa”.

Lasson también utilizó esta interpretación de los orígenes de esta novela como defensa de las habilidades de las mujeres como escritoras. En su apéndice, subraya que la ahora tan ensalzada literatura "antigua" incluía las plumas de muchas mujeres.
La novela contiene varios subgéneros. Son recuerdos de pastores y novelas de caballería; y en sus representaciones de personajes busca combinar la novela de aventuras con algo que recuerda a la novela psicológica de épocas posteriores.
Con su estilo retórico, Lasson pone gran énfasis en las complejidades emocionales de los personajes, el juego erótico y las habilidades de conversación, y transmite una visión platónica del amor. 
Su escritura se inspiró en la escritora francesa Madeleine de Scudéry. 